# Un quartier d'enfer
Pour plus de détails, voir Fiche technique et Distribution.
Un quartier d'enfer (Alone in the Neon Jungle) est un téléfilm policier américain réalisé par Georg Stanford Brown et diffusé en 1988.

## Synopsis
Janet Hamilton (Suzanne Pleshette), une capitaine de police exemplaire, est transférée par son chef (Danny Aiello) dans un commissariat corrompu avec pour ordre d'y faire le ménage.

## Fiche technique
- Titre original : Alone in the Neon Jungle
- Titre français : Un quartier d'enfer
- Réalisation : Georg Stanford Brown
- Scénario : Stephen Downing et Mark Rodgers
- Musique : Mark Snow
- Costumes : Simon Tuke
- Photographie : William Cronjager (en)
- Montage : Eric Albertson, Sean Albertson et David Finamore
- Production : Bill Brademan (producteur délégué), Ira Halberstadt (supervising producer), Robert Halmi Sr. (producteur), Edwin Self (producteur délégué)
- Sociétés de production : Brademan Self Productions et RHI Entertainment
- Société de distribution : New Line Home Video (VHS)
- Pays d’origine :  États-Unis
- Langue originale : anglais
- Format : couleur — 35 mm — 1,33:1 — son Mono
- Genre : policier
- Durée : 90 minutes
- Dates de diffusion :
  - États-Unis : 17 janvier 1988 (CBS)
  - France : 30 octobre 1989 (La Cinq)

## Distribution
- Suzanne Pleshette : la capitaine Janet Hamilton
- Danny Aiello : le chef de la police
- Jon Tenney : Todd Hansen
- Joe Morton : Ken Fraker
- Raymond Serra : le sergent Sal Ruby
- Jon Polito : Brad Stakowski
- Priscilla Lopez (en)
- Charlotte d'Amboise (en) : Paige O'Brien
- W.T. Martin
- Jude Ciccolella
- Shanti Owen : Wendy
- Alex Coleman : Sam Dolby
- Brad Greenquist : Vince Ginelli
- Georg Stanford Brown : le sergent Clevon Jackson
- Frank Converse : John Hamilton
- Tony Shalhoub : Nahid
- John Finn : Benson
- Bill Dalzell : Ernie Holland
- Jeff Paul : Bixby
- Raymond Laine : Farley
- Lou Spencer : Callander
- Kevin Kindlin : un marin
- Chuck Baker : le barman
- David Early (arz) : Duke
- Sheila McKenna : Karen
- Jim Grimshaw : un policier à cheval
- Marty Schiff : une grande gueule